# Llista de medallistes olímpics de natació (homes)
Aquesta és una llista dels medallistes olímpics de natació en categoria masculina:

## Medallistes

### Programa actual

#### 50 m. lliures
| Prova          | Or                | Plata            | Bronze                    |
| 1988 Seül      | Matt Biondi       | Tom Jager        | Guennadi Prígoda          |
| 1992 Barcelona | Aleksandr Popov   | Matt Biondi      | Tom Jager                 |
| 1996 Atlanta   | Aleksandr Popov   | Gary Hall, Jr.   | Fernando Scherer          |
| 2000 Sydney    | Gary Hall, Jr.    | No es concedí    | Pieter van den Hoogenband |
| 2000 Sydney    | Anthony Ervin     | No es concedí    | Pieter van den Hoogenband |
| 2004 Atenes    | Gary Hall, Jr.    | Duje Draganja    | Roland Mark Schoeman      |
| 2008 Pequín    | Cesar Cielo Filho | Amaury Leveaux   | Alain Bernard             |
| 2012 Londres   | Florent Manaudou  | Cullen Jones     | Cesar Cielo Filho         |
| 2016 Rio       | Anthony Ervin     | Florent Manaudou | Nathan Adrian             |
| 2020 Tòquio    | Caeleb Dressel    | Florent Manaudou | Bruno Fratus              |

#### 100 m. lliures
| Prova                | Or                                   | Plata                                | Bronze                               |
| 1896 Atenes          | Alfréd Hajós                         | Otto Herschmann                      | No es concedí                        |
| 1900–1904            | No fou inclòs en el programa olímpic | No fou inclòs en el programa olímpic | No fou inclòs en el programa olímpic |
| 1908 Londres         | Charles Daniels                      | Zoltán Halmay                        | Harald Julin                         |
| 1912 Estocolm        | Duke Kahanamoku                      | Cecil Healy                          | Kenneth Huszagh                      |
| 1920 Anvers          | Duke Kahanamoku                      | Pua Kealoha                          | William Harris                       |
| 1924 París           | Johnny Weissmuller                   | Duke Kahanamoku                      | Samuel Kahanamoku                    |
| 1928 Amsterdam       | Johnny Weissmuller                   | István Bárány                        | Katsuo Takaishi                      |
| 1932 Los Angeles     | Yasuji Miyazaki                      | Tatsugo Kawaishi                     | Albert Schwartz                      |
| 1936 Berlín          | Ferenc Csík                          | Masanori Yusa                        | Shigeo Arai                          |
| 1948 Londres         | Walter Ris                           | Alan Ford                            | Géza Kádas                           |
| 1952 Hèlsinki        | Clarke Scholes                       | Hiroshi Suzuki                       | Göran Larsson                        |
| 1956 Melbourne       | Jon Henricks                         | John Devitt                          | Gary Chapman                         |
| 1960 Roma            | John Devitt                          | Lance Larson                         | Manuel dos Santos                    |
| 1964 Tòquio          | Don Schollander                      | Robert McGregor                      | Hans Klein                           |
| 1968 Ciutat de Mèxic | Mike Wenden                          | Kenneth Walsh                        | Mark Spitz                           |
| 1972 Múnic           | Mark Spitz                           | Jerry Heidenreich                    | Vladimir Bure                        |
| 1976 Mont-real       | Jim Montgomery                       | Jack Babashoff                       | Peter Nocke                          |
| 1980 Moscou          | Jörg Woithe                          | Per Holmertz                         | Per Johansson                        |
| 1984 Los Angeles     | Rowdy Gaines                         | Mark Stockwell                       | Per Johansson                        |
| 1988 Seül            | Matt Biondi                          | Chris Jacobs                         | Stéphan Caron                        |
| 1992 Barcelona       | Aleksandr Popov                      | Gustavo Borges                       | Stéphan Caron                        |
| 1996 Atlanta         | Aleksandr Popov                      | Gary Hall, Jr.                       | Gustavo Borges                       |
| 2000 Sydney          | P. den Hoogenband                    | Aleksandr Popov                      | Gary Hall, Jr.                       |
| 2004 Atenes          | P. den Hoogenband                    | Roland Schoeman                      | Ian Thorpe                           |
| 2008 Pequín          | Alain Bernard                        | Eamon Sullivan                       | César Cielo Filho                    |
| 2008 Pequín          | Alain Bernard                        | Eamon Sullivan                       | Jason Lezak                          |
| 2012 Londres         | Nathan Adrian                        | James Magnussen                      | Brent Hayden                         |
| 2016 Rio             | Kyle Chalmers                        | Pieter Timmers                       | Nathan Adrian                        |
| 2020 Tòquio          | Caeleb Dressel                       | Kyle Chalmers                        | Kliment Kolesnikov                   |

#### 200 m. lliures
| Prova                | Or                                   | Plata                                | Bronze                               |
| 1900 París           | Frederick Lane                       | Zoltán Halmay                        | Karl Ruberl                          |
| 1904–1964            | No fou inclòs en el programa olímpic | No fou inclòs en el programa olímpic | No fou inclòs en el programa olímpic |
| 1968 Ciutat de Mèxic | Mike Wenden                          | Don Schollander                      | John Nelson                          |
| 1972 Múnic           | Mark Spitz                           | Steve Genter                         | Werner Lampe                         |
| 1976 Mont-real       | Bruce Furniss                        | John Naber                           | Jim Montgomery                       |
| 1980 Moscou          | Serguei Kopliakov                    | Andrei Krilov                        | Graeme Brewer                        |
| 1984 Los Angeles     | Michael Gross                        | Michael Heath                        | Thomas Fahrner                       |
| 1988 Seül            | Duncan Armstrong                     | Anders Holmertz                      | Matt Biondi                          |
| 1992 Barcelona       | Yevgeny Sadovyi                      | Anders Holmertz                      | Antti Kasvio                         |
| 1996 Atlanta         | Danyon Loader                        | Gustavo Borges                       | Daniel Kowalski                      |
| 2000 Sydney          | P. den Hoogenband                    | Ian Thorpe                           | Massimiliano Rosolino                |
| 2004 Atenes          | Ian Thorpe                           | P. den Hoogenband                    | Michael Phelps                       |
| 2008 Pequín          | Michael Phelps                       | Park Tae Hwan                        | Peter Vanderkaay                     |
| 2012 Londres         | Yannick Agnel                        | Park Tae Hwan                        | no es concedí                        |
| 2012 Londres         | Yannick Agnel                        | Sun Yang                             | no es concedí                        |
| 2016 Rio             | Sun Yang                             | Chad le Clos                         | Conor Dwyer                          |
| 2020 Tòquio          | Tom Dean                             | Duncan Scott                         | Fernando Scheffer                    |

#### 400 m. lliures
| Prova                | Or                 | Plata                 | Bronze            |
| 1908 Londres         | Henry Taylor       | Frank Beaurepaire     | Otto Scheff       |
| 1912 Estocolm        | George Hodgson     | Jack Hatfield         | Harold Hardwick   |
| 1920 Anvers          | Norman Ross        | Ludy Langer           | George Vernot     |
| 1924 París           | Johnny Weissmuller | Arne Borg             | Andrew Charlton   |
| 1928 Amsterdam       | Alberto Zorrilla   | Andrew Charlton       | Arne Borg         |
| 1932 Los Angeles     | Buster Crabbe      | Jean Taris            | Tsutomu Oyokota   |
| 1936 Berlín          | Jack Medica        | Shunpei Uto           | Shozo Makino      |
| 1948 Londres         | William Smith      | James McLane          | John Marshall     |
| 1952 Hèlsinki        | Jean Boiteux       | Ford Konno            | Per-Olof Östrand  |
| 1956 Melbourne       | Murray Rose        | Tsuyoshi Yamanaka     | George Breen      |
| 1960 Roma            | Murray Rose        | Tsuyoshi Yamanaka     | John Konrads      |
| 1964 Tòquio          | Don Schollander    | Frank Wiegand         | Allan Wood        |
| 1968 Ciutat de Mèxic | Mike Burton        | Ralph Hutton          | Alain Mosconi     |
| 1972 Múnic           | Brad Cooper        | Steve Genter          | Tom McBreen       |
| 1976 Mont-real       | Brian Goodell      | Tim Shaw              | Vladimir Raskatov |
| 1980 Moscou          | Vladímir Sàlnikov  | Andrei Krilov         | Ivar Stukolkin    |
| 1984 Los Angeles     | George DiCarlo     | John Mykkanen         | Justin Lemberg    |
| 1988 Seül            | Uwe Dassler        | Duncan Armstrong      | Artur Wojdat      |
| 1992 Barcelona       | Yevgeny Sadovyi    | Kieren Perkins        | Anders Holmertz   |
| 1996 Atlanta         | Danyon Loader      | Paul Palmer           | Daniel Kowalski   |
| 2000 Sydney          | Ian Thorpe         | Massimiliano Rosolino | Klete Keller      |
| 2004 Atenes          | Ian Thorpe         | Grant Hackett         | Klete Keller      |
| 2008 Pequín          | Park Tae Hwan      | Zhang Lin             | Larsen Jensen     |
| 2012 Londres         | Sun Yang           | Park Tae Hwan         | Peter Vanderkaay  |
| 2016 Rio             | Mack Horton        | Sun Yang              | Gabriele Detti    |
| 2020 Tòquio          | Ahmed Hafnaoui     | Jack McLoughlin       | Kieran Smith      |

#### 800 m. lliures
| Prova       | Or           | Plata                | Bronze             |
| 2020 Tòquio | Robert Finke | Gregorio Paltrinieri | Mykhailo Romanchuk |

#### 1500 m. lliures
| Prova                | Or                   | Plata              | Bronze            |
| 1908 Londres         | Henry Taylor         | Thomas Battersby   | Frank Beaurepaire |
| 1912 Estocolm        | George Hodgson       | Jack Hatfield      | Harold Hardwick   |
| 1920 Anvers          | Norman Ross          | George Vernot      | Frank Beaurepaire |
| 1924 París           | Andrew Charlton      | Arne Borg          | Frank Beaurepaire |
| 1928 Amsterdam       | Arne Borg            | Andrew Charlton    | Buster Crabbe     |
| 1932 Los Angeles     | Kusuo Kitamura       | Shozo Makino       | James Cristy      |
| 1936 Berlín          | Noboru Terada        | Jack Medica        | Shunpei Uto       |
| 1948 Londres         | James McLane         | John Marshall      | György Mitró      |
| 1952 Hèlsinki        | Ford Konno           | Shiro Hashizume    | Tetsuo Okamoto    |
| 1956 Melbourne       | Murray Rose          | Tsuyoshi Yamanaka  | George Breen      |
| 1960 Roma            | John Konrads         | Murray Rose        | George Breen      |
| 1964 Tòquio          | Bob Windle           | John Nelson        | Allan Wood        |
| 1968 Ciutat de Mèxic | Mike Burton          | John Kinsella      | Greg Brough       |
| 1972 Múnic           | Mike Burton          | Graham Windeatt    | Douglas Northway  |
| 1976 Mont-real       | Brian Goodell        | Robert Hackett     | Stephen Holland   |
| 1980 Moscou          | Vladímir Sàlnikov    | Aleksandr Chayev   | Max Metzker       |
| 1984 Los Angeles     | Michael O'Brien      | George DiCarlo     | Stefan Pfeiffer   |
| 1988 Seül            | Vladímir Sàlnikov    | Stefan Pfeiffer    | Uwe Dassler       |
| 1992 Barcelona       | Kieren Perkins       | Glen Housman       | Jörg Hoffmann     |
| 1996 Atlanta         | Kieren Perkins       | Daniel Kowalski    | Graeme Smith      |
| 2000 Sydney          | Grant Hackett        | Kieren Perkins     | Chris Thompson    |
| 2004 Atenes          | Grant Hackett        | Larsen Jensen      | David Davies      |
| 2008 Pequín          | Oussama Mellouli     | Grant Hackett      | Ryan Cochrane     |
| 2012 Londres         | Sun Yang             | Ryan Cochrane      | Oussama Mellouli  |
| 2016 Rio             | Gregorio Paltrinieri | Connor Jaeger      | Gabriele Detti    |
| 2020 Tòquio          | Robert Finke         | Mykhailo Romanchuk | Florian Wellbrock |

#### 100 m. esquena
| Prova                | Or                                   | Plata                                | Bronze                               |
| 1908 Londres         | Arno Bieberstein                     | Ludvig Dam                           | Herbert Haresnape                    |
| 1912 Estocolm        | Harry Hebner                         | Otto Fahr                            | Paul Kellner                         |
| 1920 Anvers          | Warren Kealoha                       | Raymond Kegeris                      | Gérard Blitz                         |
| 1924 París           | Warren Kealoha                       | Paul Wyatt                           | Károly Bartha                        |
| 1928 Amsterdam       | George Kojac                         | Walter Laufer                        | Paul Wyatt                           |
| 1932 Los Angeles     | Masaji Kiyokawa                      | Toshio Irie                          | Kentaro Kawatsu                      |
| 1936 Berlín          | Adolph Kiefer                        | Albert van de Weghe                  | Masaji Kiyokawa                      |
| 1948 Londres         | Allen Stack                          | Robert Cowell                        | Georges Vallerey                     |
| 1952 Hèlsinki        | Yoshinobu Oyakawa                    | Gilbert Bozon                        | Jack Taylor                          |
| 1956 Melbourne       | David Theile                         | Jon Monckton                         | Frank McKinney                       |
| 1960 Roma            | David Theile                         | Frank McKinney                       | Robert Bennett                       |
| 1964 Tòquio          | No fou inclòs en el programa olímpic | No fou inclòs en el programa olímpic | No fou inclòs en el programa olímpic |
| 1968 Ciutat de Mèxic | Roland Matthes                       | Charles Hickcox                      | Ron Mills                            |
| 1972 Múnic           | Roland Matthes                       | Mike Stamm                           | John Murphy                          |
| 1976 Mont-real       | John Naber                           | Peter Rocca                          | Roland Matthes                       |
| 1980 Moscou          | Bengt Baron                          | Viktor Kuznetsov                     | Vladimir Dolgov                      |
| 1984 Los Angeles     | Rick Carey                           | Dave Wilson                          | Mike West                            |
| 1988 Seül            | Daichi Suzuki                        | David Berkoff                        | Ígor Polianski                       |
| 1992 Barcelona       | Mark Tewksbury                       | Jeff Rouse                           | David Berkoff                        |
| 1996 Atlanta         | Jeff Rouse                           | Rodolfo Falcón                       | Neisser Bent                         |
| 2000 Sydney          | Lenny Krayzelburg                    | Matt Welsh                           | Stev Theloke                         |
| 2004 Atenes          | Aaron Peirsol                        | Markus Rogan                         | Tomomi Morita                        |
| 2008 Pequín          | Aaron Peirsol                        | Matt Grevers                         | Arkady Vyatchanin                    |
| 2008 Pequín          | Aaron Peirsol                        | Matt Grevers                         | Hayden Stoeckel                      |
| 2012 Londres         | Matt Grevers                         | Nick Thoman                          | Ryosuke Irie                         |
| 2016 Rio             | Ryan Murphy                          | Xu Jiayu                             | David Plummer                        |
| 2020 Tòquio          | Evgeny Rylov                         | Kliment Kolesnikov                   | Ryan Murphy                          |

#### 200 m. esquena
| Prova                | Or                                   | Plata                                | Bronze                               |
| 1900 París           | Ernst Hoppenberg                     | Karl Ruberl                          | Johannes Drost                       |
| 1904–1960            | No fou inclòs en el programa olímpic | No fou inclòs en el programa olímpic | No fou inclòs en el programa olímpic |
| 1964 Tòquio          | Jed Graef                            | Gary Dilley                          | Robert Bennett                       |
| 1968 Ciutat de Mèxic | Roland Matthes                       | Mitchell Ivey                        | Jack Horsley                         |
| 1972 Múnic           | Roland Matthes                       | Mike Stamm                           | Mitchell Ivey                        |
| 1976 Mont-real       | John Naber                           | Peter Rocca                          | Dan Harrigan                         |
| 1980 Moscou          | Sándor Wladár                        | Zoltán Verrasztó                     | Mark Kerry                           |
| 1984 Los Angeles     | Rick Carey                           | Frédéric Delcourt                    | Cameron Henning                      |
| 1988 Seül            | Ígor Polianski                       | Frank Baltrusch                      | Paul Kingsman                        |
| 1992 Barcelona       | Martin López-Zubero                  | Vladimir Selkov                      | Stefano Battistelli                  |
| 1996 Atlanta         | Brad Bridgewater                     | Tripp Schwenk                        | Emanuele Merisi                      |
| 2000 Sydney          | Lenny Krayzelburg                    | Aaron Peirsol                        | Matt Welsh                           |
| 2004 Atenes          | Aaron Peirsol                        | Markus Rogan                         | Răzvan Florea                        |
| 2008 Pequín          | Ryan Lochte                          | Aaron Peirsol                        | Arkady Vyatchanin                    |
| 2012 Londres         | Tyler Clary                          | Ryosuke Irie                         | Ryan Lochte                          |
| 2016 Rio             | Ryan Murphy                          | Mitch Larkin                         | Evgeny Rylov                         |
| 2020 Tòquio          | Evgeny Rylov                         | Ryan Murphy                          | Luke Greenbank                       |

#### 100 m. braça
| Prova                | Or                     | Plata                 | Bronze             |
| 1968 Ciutat de Mèxic | Don McKenzie           | Vladimir Kosinskiy    | Nikolai Pankin     |
| 1972 Múnic           | Nobutaka Taguchi       | Tom Bruce             | John Hencken       |
| 1976 Mont-real       | John Hencken           | David Wilkie          | Arvydas Juozaitis  |
| 1980 Moscou          | Duncan Goodhew         | Arsens Miskarovs      | Peter Evans        |
| 1984 Los Angeles     | Steve Lundquist        | Victor Davis          | Peter Evans        |
| 1988 Seül            | Adrian Moorhouse       | Károly Güttler        | Dmitri Vólkov      |
| 1992 Barcelona       | Nelson Diebel          | Norbert Rózsa         | Phil Rogers        |
| 1996 Atlanta         | Frederik Deburghgraeve | Jeremy Linn           | Mark Warnecke      |
| 2000 Sydney          | Domenico Fioravanti    | Ed Moses              | Roman Sloudnov     |
| 2004 Atenes          | Kosuke Kitajima        | Brendan Hansen        | Hugues Duboscq     |
| 2008 Pequín          | Kosuke Kitajima        | Alexander Dale Oen    | Hugues Duboscq     |
| 2012 Londres         | Cameron van der Burgh  | Christian Sprenger    | Brendan Hansen     |
| 2016 Rio             | Adam Peaty             | Cameron van der Burgh | Cody Miller        |
| 2020 Tòquio          | Adam Peaty             | Arno Kamminga         | Nicolò Martinenghi |

#### 100 m. papallona
| Prova                | Or               | Plata               | Bronze             |
| 1968 Ciutat de Mèxic | Douglas Russell  | Mark Spitz          | Ross Wales         |
| 1972 Múnic           | Mark Spitz       | Bruce Robertson     | Jerry Heidenreich  |
| 1976 Mont-real       | Matt Vogel       | Joe Bottom          | Gary Hall, Sr.     |
| 1980 Moscou          | Pär Arvidsson    | Roger Pyttel        | David López-Zubero |
| 1984 Los Angeles     | Michael Gross    | Pablo Morales       | Glenn Buchanan     |
| 1988 Seül            | Anthony Nesty    | Matt Biondi         | Andy Jameson       |
| 1992 Barcelona       | Pablo Morales    | Rafał Szukała       | Anthony Nesty      |
| 1996 Atlanta         | Denís Pankràtov  | Scott Miller        | Vladislav Kulikov  |
| 2000 Sydney          | Lars Frölander   | Michael Klim        | Geoff Huegill      |
| 2004 Atenes          | Michael Phelps   | Ian Crocker         | Andriy Serdinov    |
| 2008 Pequín          | Michael Phelps   | Milorad Čavić       | Andrew Lauterstein |
| 2012 Londres         | Michael Phelps   | Chad le Clos        | No es concedí      |
| 2012 Londres         | Michael Phelps   | Yevgeny Korotyshkin | No es concedí      |
| 2016 Rio             | Joseph Schooling | László Cseh         | No es concedí      |
| 2016 Rio             | Joseph Schooling | Chad le Clos        | No es concedí      |
| 2016 Rio             | Joseph Schooling | Michael Phelps      | No es concedí      |
| 2020 Tòquio          | Caeleb Dressel   | Kristóf Milák       | Noe Ponti          |

#### 200 m. papallona
| Prova                | Or              | Plata            | Bronze            |
| 1956 Melbourne       | William Yorzyk  | Takashi Ishimoto | György Tumpek     |
| 1960 Roma            | Michael Troy    | Neville Hayes    | David Gillanders  |
| 1964 Tòquio          | Kevin Berry     | Carl Robie       | Fred Schmidt      |
| 1968 Ciutat de Mèxic | Carl Robie      | Martyn Woodroffe | John Ferris       |
| 1972 Múnic           | Mark Spitz      | Gary Hall, Sr.   | Robin Backhaus    |
| 1976 Mont-real       | Mike Bruner     | Steve Gregg      | William Forrester |
| 1980 Moscou          | Serguei Fesenko | Phil Hubble      | Roger Pyttel      |
| 1984 Los Angeles     | Jon Sieben      | Michael Gross    | Rafael Vidal      |
| 1988 Seül            | Michael Gross   | Benny Nielsen    | Anthony Mosse     |
| 1992 Barcelona       | Melvin Stewart  | Danyon Loader    | Franck Esposito   |
| 1996 Atlanta         | Denís Pankràtov | Tom Malchow      | Scott Goodman     |
| 2000 Sydney          | Tom Malchow     | Denys Sylantyev  | Justin Norris     |
| 2004 Atenes          | Michael Phelps  | Takashi Yamamoto | Stephen Parry     |
| 2008 Pequín          | Michael Phelps  | László Cseh      | Takeshi Matsuda   |
| 2012 Londres         | Chad le Clos    | Michael Phelps   | Takeshi Matsuda   |
| 2016 Rio             | Michael Phelps  | Masato Sakai     | Tamás Kenderesi   |
| 2020 Tòquio          | Kristóf Milák   | Tomoru Honda     | Federico Burdisso |

#### 200 m. estils
| Prova                | Or                                   | Plata                                | Bronze                               |
| 1968 Ciutat de Mèxic | Charles Hickcox                      | Greg Buckingham                      | John Ferris                          |
| 1972 Múnic           | Gunnar Larsson                       | Tim McKee                            | Steve Furniss                        |
| 1976–1980            | No fou inclòs en el programa olímpic | No fou inclòs en el programa olímpic | No fou inclòs en el programa olímpic |
| 1984 Los Angeles     | Alex Baumann                         | Pablo Morales                        | Neil Cochran                         |
| 1988 Seül            | Tamás Darnyi                         | Patrick Kühl                         | Vadim Iarosxuk                       |
| 1992 Barcelona       | Tamás Darnyi                         | Greg Burgess                         | Attila Czene                         |
| 1996 Atlanta         | Attila Czene                         | Jani Sievinen                        | Curtis Myden                         |
| 2000 Sydney          | Massimiliano Rosolino                | Tom Dolan                            | Tom Wilkens                          |
| 2004 Atenes          | Michael Phelps                       | Ryan Lochte                          | George Bovell                        |
| 2008 Pequín          | Michael Phelps                       | László Cseh                          | Ryan Lochte                          |
| 2012 Londres         | Michael Phelps                       | Ryan Lochte                          | László Cseh                          |
| 2016 Rio             | Michael Phelps                       | Kosuke Hagino                        | Wang Shun                            |
| 2020 Tòquio          | Wang Shun                            | Duncan Scott                         | Jeremy Desplanches                   |

#### 400 m. estils
| Prova                | Or                  | Plata           | Bronze              |
| 1964 Tòquio          | Richard Roth        | Roy Saari       | Gerhard Hetz        |
| 1968 Ciutat de Mèxic | Charles Hickcox     | Gary Hall, Sr.  | Michael Holthaus    |
| 1972 Múnic           | Gunnar Larsson      | Tim McKee       | András Hargitay     |
| 1976 Mont-real       | Rod Strachan        | Tim McKee       | Andrei Smirnov      |
| 1980 Moscou          | Aleksandr Sidorenko | Serguei Fesenko | Zoltán Verrasztó    |
| 1984 Los Angeles     | Alex Baumann        | Ricardo Prado   | Rob Woodhouse       |
| 1988 Seül            | Tamás Darnyi        | David Wharton   | Stefano Battistelli |
| 1992 Barcelona       | Tamás Darnyi        | Eric Namesnik   | Luca Sacchi         |
| 1996 Atlanta         | Tom Dolan           | Eric Namesnik   | Curtis Myden        |
| 2000 Sydney          | Tom Dolan           | Erik Vendt      | Curtis Myden        |
| 2004 Atenes          | Michael Phelps      | Erik Vendt      | László Cseh         |
| 2008 Pequín          | Michael Phelps      | László Cseh     | Ryan Lochte         |
| 2012 Londres         | Ryan Lochte         | Thiago Pereira  | Kosuke Hagino       |
| 2016 Rio             | Kosuke Hagino       | Chase Kalisz    | Daiya Seto          |
| 2020 Tòquio          | Chase Kalisz        | Jay Litherland  | Brendon Smith       |

#### 4x100 m. lliures
| Prova                | Or | Plata | Bronze |
| 1964 Tòquio          | Estats UnitsStephen Clark · Michael Austin · Gary Ilman · Don Schollander                                                      | AlemanyaHorst Loffler · Frank Wiegand · Uwe Jacobsen · Hans Klein                                                                  | AustràliaDavid Dickson · Peter Doak · John Ryan · Bob Windle                                                        |
| 1968 Ciutat de Mèxic | Estats UnitsZachary Zorn · Stephen Rerych · Mark Spitz · Kenneth Walsh                                                         | Unió SovièticaSemyon Berlits-Geiman · Viktor Mazanov · Georgi Kulikov · Leonoid Ilyichev                                           | AustràliaGreg Rogers · Bob Windle · Robert Cusack · Mike Wenden                                                     |
| 1972 Múnic           | Estats UnitsDavid Edgar · John Murphy · Jerry Heidenreich · Mark Spitz                                                         | Unió SovièticaVladimir Bure · Viktor Mazanov · Viktor Aboimov · Igor Grivennikov                                                   | RDARoland Matthes · Wilfried Hartung · Peter Bruch · Lutz Unger                                                     |
| 1976–1980            | No fou inclòs en el programa olímpic                                                                                           | No fou inclòs en el programa olímpic                                                                                               | No fou inclòs en el programa olímpic                                                                                |
| 1984 Los Angeles     | Estats UnitsChris Cavanaugh · Michael Heath · Matt Biondi · Rowdy Gaines                                                       | AustràliaGreg Fasala · Neil Brooks · Michael Delany · Mark Stockwell                                                               | SuèciaThomas Lejdström · Bengt Baron · Mikael Örn · Per Johansson                                                   |
| 1988 Seül            | Estats UnitsChris Jacobs · Troy Dalbey · Tom Jager · Matt Biondi                                                               | Unió SovièticaGuennadi Prígoda · Iuri Baixkàtov · Nikolai Ievséiev · Vladimir Tkachenko                                            | RDADirk Richter · Thomas Flemming · Lars Hinneburg · Steffen Zesner                                                 |
| 1992 Barcelona       | Estats UnitsJoe Hudepohl · Matt Biondi · Tom Jager · Jon Olsen · Shaun Jordan · Joel Thomas                                    | Equip UnificatPavlo Khnykin Guennadi Prígoda Iuri Baixkàtov Aleksandr Popov Vladímir Pixnenko Veniamin Tayanovitch                 | AlemanyaChristian Tröger · Dirk Richter · Steffen Zesner · Mark Pinger · Andreas Szigat · Bengt Zikarsky            |
| 1996 Atlanta         | Estats UnitsJon Olsen · Josh Davis · Bradley Schumacher · Gary Hall, Jr. · David Fox · Scott Tucker                            | RússiaVladímir Pixnenko · Aleksandr Popov · Roman Iegórov · Vladímir Predkin · Denís Pimankov                                      | AlemanyaMark Pinger · Björn Zikarsky · Christian Tröger · Bengt Zikarsky · Alexander Luderitz                       |
| 2000 Sydney          | AustràliaMichael Klim · Chris Fydler · Ashley Callus · Ian Thorpe · Todd Pearson · Adam Pine                                   | Estats UnitsAnthony Ervin · Neil Walker · Jason Lezak · Gary Hall, Jr. · Scott Tucker · Josh Davis                                 | BrasilFernando Scherer · Gustavo Borges · Carlos Jayme · Edvaldo Valério                                            |
| 2004 Atenes          | Sud-àfricaRoland Mark Schoeman · Lyndon Ferns · Darian Townsend · Ryk Neethling                                                | Països BaixosJohan Kenkhuis · Mitja Zastrow · Klaas-Erik Zwering · P. den Hoogenband · Mark Veens                                  | Estats UnitsIan Crocker · Michael Phelps · Neil Walker · Jason Lezak · Gabe Woodward · Nate Dusing · Gary Hall, Jr. |
| 2008 Pequín          | Estats UnitsMichael Phelps · Garrett Weber-Gale · Cullen Jones · Jason Lezak · Nathan Adrian · Benjamin Wildman · Matt Grevers | FrançaAmaury Leveaux · Fabien Gilot · Frédérick Bousquet · Alain Bernard · Gregory Mallet · Boris Steimetz                         | AustràliaEamon Sullivan · Andrew Lauterstein · Ashley Callus · Matt Targett · Leith Brodie · Patrick Murphy         |
| 2012 Londres         | FrançaAmaury Leveaux · Fabien Gilot · Clément Lefert · Yannick Agnel · Alain Bernard · Jérémy Stravius                         | Estats UnitsNathan Adrian · Michael Phelps · Cullen Jones · Ryan Lochte · Jimmy Feigen · Matt Grevers · Ricky Berens · Jason Lezak | RússiaAndrei Gretxin · Nikita Lobintsev · Vladimir Morozov · Danila Izotov · Yevgeny Lagunov · Serguei Fesikov      |
| 2016 Rio             | Estats UnitsCaeleb Dressel · Michael Phelps · Ryan Held · Nathan Adrian · Jimmy Feigen · Blake Pieroni · Anthony Ervin         | FrançaMehdy Metella · Fabien Gilot · Florent Manaudou · Jeremy Stravius · Clément Mignon · William Meynard                         | AustràliaJames Roberts · Kyle Chalmers · James Magnussen · Cameron McEvoy · Matthew Abood                           |
| 2020 Tòquio          | Estats UnitsCaeleb Dressel · Blake Pieroni · Bowe Becker · Zach Apple · Brooks Curry                                           | ItàliaAlessandro Miressi · Thomas Ceccon · Lorenzo Zazzeri · Manuel Frigo · Santo Condorelli                                       | AustràliaMatthew Temple · Zac Incerti · Alexander Graham · Kyle Chalmers · Cameron McEvoy                           |

a partir de 1992 també són guardonats amb medalla aquells nedadors que únicament han participat en les sèries qualificatòries.

#### 4x200 m. lliures
| Prova                | Or | Plata | Bronze |
| 1908 Londres         | Regne UnitJohn Derbyshire · Paul Radmilovic · William Foster · Henry Taylor                                            | HongriaJózsef Munk · Imre Zachár · Béla Las Torres · Zoltán Halmay                                                       | Estats UnitsHarry Hebner · Leo Goodwin · Charles Daniels · Leslie Rich                                                         |
| 1912 Estocolm        | AustralàsiaCecil Healy · Malcolm Champion · Leslie Boardman · Harold Hardwick                                          | Estats UnitsKenneth Huszagh · Harry Hebner · Perry McGillivray · Duke Kahanamoku                                         | Regne UnitWilliam Foster · Thomas Battersby · Jack Hatfield · Henry Taylor                                                     |
| 1920 Anvers          | Estats UnitsPerry McGillivray · Pua Kealoha · Norman Ross · Duke Kahanamoku                                            | AustràliaHenry Hay · William Herald · Ivan Stedman · Frank Beaurepaire                                                   | Regne UnitLeslie Savage · Edward Peter · Henry Taylor · Harold Annison                                                         |
| 1924 París           | Estats UnitsWallace O'Connor · Harrison Glancy · Ralph Breyer · Johnny Weissmuller · Richard Howell                    | AustràliaMaurice Christie · Ernest Henry · Frank Beaurepaire · Andrew Charlton · Ivan Stedman                            | SuèciaGeorg Werner · Orvar Trolle · Åke Borg · Arne Borg · Thor Henning · Gösta Persson                                        |
| 1928 Amsterdam       | Estats UnitsAustin Clapp · Walter Laufer · George Kojac · Johnny Weissmuller                                           | JapóNobuo Arai · Tokuhei Sada · Katsuo Takaishi · Hiroshi Yoneyama                                                       | CanadàGarnet Ault · Munroe Bourne · James Thompson · Walter Spence                                                             |
| 1932 Los Angeles     | JapóYasuji Miyazaki · Masanori Yusa · Takashi Yokoyama · Hisakichi Toyoda                                              | Estats UnitsFrank Booth · George Fissler · Maiola Kalili · Manuella Kalili                                               | HongriaAndrás Wanié · László Szabados · András Székely · István Bárány                                                         |
| 1936 Berlín          | JapóMasanori Yusa · Shigeo Sugiura · Masaharu Taguchi · Shigeo Arai                                                    | Estats UnitsRalph Flanagan · John Macionis · Paul Wolf · Jack Medica                                                     | HongriaÁrpad Lengyel · Oszkár Abay-Nemes · Ödön Gróf · Ferenc Csík                                                             |
| 1948 Londres         | Estats UnitsWalter Ris · James McLane · Wallace Wolf · William Smith                                                   | HongriaElemér Szathmáry · György Mitró · Imre Nyéki · Géza Kádas                                                         | FrançaJoseph Bernardo · Henri Padou · Rene Cornu · Alexandre Jany                                                              |
| 1952 Hèlsinki        | Estats UnitsWayne Moore · William Woolsey · Ford Konno · James McLane                                                  | JapóHiroshi Suzuki · Yoshihiro Hamaguchi · Toru Goto · Teijiro Tanikawa                                                  | FrançaJoseph Bernardo · Aldo Eminente · Alexandre Jany · Jean Boiteux                                                          |
| 1956 Melbourne       | AustràliaKevin O'Halloran · John Devitt · Murray Rose · Jon Henricks                                                   | Estats UnitsRichard Hanley · George Breen · William Woolsey · Ford Konno                                                 | Unió SovièticaVitaly Sorokin · Vladimir Strushanov · Gennady Nikolayev · Borís Nikitin                                         |
| 1960 Roma            | Estats UnitsGeorge Harrison · Richard Blick · Michael Troy · Jeffrey Farrell                                           | JapóMakoto Fukui · Hiroshi Ishii · Tsuyoshi Yamanaka · Tatsuo Fujimoto                                                   | AustràliaDavid Dickson · John Devitt · Murray Rose · John Konrads                                                              |
| 1964 Tòquio          | Estats UnitsStephen Clark · Roy Saari · Gary Ilman · Don Schollander                                                   | AlemanyaHorst-Günther Gregor · Gerhard Hetz · Frank Wiegand · Hans Klein                                                 | JapóMakoto Fukui · Kunihiro Iwasaki · Toshio Shoji · Yujiaki Okabe                                                             |
| 1968 Ciutat de Mèxic | Estats UnitsJohn Nelson · Stephen Rerych · Mark Spitz · Don Schollander                                                | AustràliaGreg Rogers · Graham White · Bob Windle · Mike Wenden                                                           | Unió SovièticaVladimir Bure · Semyon Belits-Geiman · Georgi Kulikov · Leonoid Ilyichev                                         |
| 1972 Múnic           | Estats UnitsJohn Kinsella · Frederick Tyler · Steve Genter · Mark Spitz                                                | RFAKlaus Steinbach · Werner Lampe · Hans-Günter Vosseler · Hans-Joachim Fassnacht                                        | Unió SovièticaIgor Grivennikov · Viktor Mazanov · Georgi Kulikov · Vladimir Bure                                               |
| 1976 Mont-real       | Estats UnitsMike Bruner · Bruce Furniss · John Naber · Jim Montgomery                                                  | Unió SovièticaVladimir Rastakov · Andrei Bogdanov · Serguei Kopliakov · Andrei Krilov                                    | Regne UnitAlan McClatchey · David Dunne · Gordon Downie · Brian Brinkley                                                       |
| 1980 Moscou          | Unió SovièticaSerguei Kopliakov · Vladímir Sàlnikov · Ivar Stukolkin · Andrei Krilov                                   | RDAFrank Pfütze · Jörg Woithe · Detlev Grabs · Rainer Strohbach                                                          | BrasilJorge Fernandes · Marcus Mattioli · Cyro Delgado · Djan Madruga                                                          |
| 1984 Los Angeles     | Estats UnitsMichael Heath · David Larson · Jeffrey Float · Bruce Hayes                                                 | RFAThomas Fahrner · Dirk Korthals · Alexander Schwotka · Michael Gross                                                   | Regne UnitNeil Cochran · Paul Easter · Paul Howe · Andrew Astbury                                                              |
| 1988 Seül            | Estats UnitsTroy Dalbey · Matthew Cetlinski · Doug Gjertsen · Matt Biondi                                              | RDAUwe Dassler · Sven Lodziewski · Thomas Flemming · Steffen Zesner                                                      | RFAErik Hochstein · Thomas Fahrner · Rainer Henkel · Michael Gross                                                             |
| 1992 Barcelona       | Equip UnificatDmitry Lepikov Vladímir Pixnenko Veniamin Tayanovich Yevgeny Sadovyi Aleksey Kudryavtsev Yury Mukhin     | SuèciaChrister Wallin · Anders Holmertz · Tommy Werner · Lars Frölander                                                  | Estats UnitsJoe Hudepohl · Melvin Stewart · Jon Olsen · Doug Gjertsen · Scott Jaffe · Daniel Jorgensen                         |
| 1996 Atlanta         | Estats UnitsJosh Davis · Joe Hudepohl · Bradley Schumacher · Ryan Berube · Jon Olsen                                   | SuèciaAnders Lyrbring · Anders Holmertz · Christer Wallin · Lars Frölander                                               | AlemanyaChristian Tröger · Aimo Heilmann · Christian Keller · Steffen Zesner · Konstantin Dubrovin · Oliver Lampe              |
| 2000 Sydney          | AustràliaIan Thorpe · Michael Klim · Todd Pearson · Bill Kirby · Grant Hackett · Daniel Kowalski ·                     | Estats UnitsScott Goldblatt · Josh Davis · Jamie Rauch · Klete Keller · Nate Dusing · Chad Carvin                        | Països BaixosMartijn Zuijdweg · Johan Kenkhuis · Marcel Wouda · P. den Hoogenband · Mark Zijden                                |
| 2004 Atenes          | Estats UnitsMichael Phelps · Ryan Lochte · Peter Vanderkaay · Klete Keller · Dan Ketchum · Scott Goldblatt             | AustràliaGrant Hackett · Michael Klim · Nicholas Sprenger · Ian Thorpe · Todd Pearson · Antony Matkovich · Craig Stevens | ItàliaEmiliano Brembilla · Massimiliano Rosolino · Simone Cercato · Filippo Magnini · Matteo Pelliciari · Federico Cappellazzo |
| 2008 Pequín          | Estats UnitsMichael Phelps · Ryan Lochte · Ricky Berens · Peter Vanderkaay · David Walters · Eric Vendt · Klete Keller | RússiaDanila Izotov · Yevgeny Lagunov · Nikita Lobintsev · Alexander Sukhorukov · Mikhail Polischuk                      | AustràliaPatrick Murphy · Grant Hackett · Grant Brits · Nick Ffrost · Kirk Palmer · Leith Brodie                               |
| 2012 Londres         | Estats UnitsRyan Lochte · Conor Dwyer · Ricky Berens · Michael Phelps · Charlie Houchin · Matt McLean · Davis Tarwater | FrançaAmaury Leveaux · Grégory Mallet · Clément Lefert · Yannick Agnel · Jérémy Stravius                                 | R.P. de la XinaHao Yun · Li Yunqi · Jiang Haiqi · Sun Yang · Lü Zhiwu · Dai Jun                                                |
| 2016 Rio             | Estats UnitsConor Dwyer · Townley Haas · Ryan Lochte · Michael Phelps · Clark Smith · Jack Conger · Gunnar Bentz       | Regne UnitStephen Milne · Duncan Scott · Daniel Wallace · James Guy · Robbie Renwick                                     | JapóKosuke Hagino · Naito Ehara · Yuki Kobori · Takeshi Matsuda                                                                |
| 2020 Tòquio          | Regne Unit Tom Dean · James Guy · Matthew Richards · Duncan Scott · Calum Jarvis                                       | COR Martin Malyutin Ivan Girev Evgeny Rylov Mikhail Dovgalyuk Aleksandr Krasnykh Mikhail Vekovishchev                    | Austràlia Alexander Graham · Kyle Chalmers · Zac Incerti · Thomas Neill · Mack Horton · Elijah Winnington                      |

a partir de 1992 també són guardonats amb medalla aquells nedadors que únicament han participat en les sèries qualificatòries.

#### 4x100 m. estils
| Prova                | Or | Plata | Bronze |
| 1960 Roma            | Estats UnitsFrank McKinney · Paul Hait · Lance Larson · Jeffrey Farrell                                                                     | AustràliaDavid Theile · Terry Gathercole · Neville Hayes · Geoff Shipton                                                                          | JapóKazuo Tomita · Koichi Hirakida · Yoshihiko Osaki · Keigo Shimizu                                                 |
| 1964 Tòquio          | Estats UnitsHarold Mann · William Craig · Fred Schmidt · Stephen Clark                                                                      | AlemanyaErnst-Joachim Küppers · Egon Henninger · Horst-Günther Gregor · Hans Klein                                                                | AustràliaPeter Reynolds · Ian O'Brien · Kevin Berry · David Dickson                                                  |
| 1968 Ciutat de Mèxic | Estats UnitsCharles Hickcox · Don McKenzie · Douglas Russell · Kenneth Walsh                                                                | RDARoland Matthes · Egon Henninger · Horst-Günther Gregor · Frank Wiegand                                                                         | Unió SovièticaYuri Gromak · Vladimir Kossinsky · Vladimir Nemshilov · Leonid Ilyichev                                |
| 1972 Múnic           | Estats UnitsMichael Stamm · Tom Bruce · Mark Spitz · Jerry Heidenreich                                                                      | RDARoland Matthes · Klaus Katzur · Hartmut Flöckner · Lutz Unger                                                                                  | CanadàErik Fish · William Mahony · Bruce Robertson · Robert Kasting                                                  |
| 1976 Mont-real       | Estats UnitsJohn Naber · John Hencken · Matt Vogel · Jim Montgomery                                                                         | CanadàStephen Pickell · Graham Smith · Clay Evans · Gary MacDonald                                                                                | RFAKlaus Steinbach · Walter Kusch · Michael Kraus · Peter Nocke                                                      |
| 1980 Moscou          | AustràliaMark Kerry Peter Evans Mark Tonelli Neil Brooks                                                                                    | Unió SovièticaViktor Kuznetsov · Arsens Miskarovs · Yevgeny Serdin · Serguei Kopliakov                                                            | Regne UnitGary Abraham Duncan Goodhew David Lowe Martin Smith                                                        |
| 1984 Los Angeles     | Estats UnitsRick Carey · Steve Lundquist · Pablo Morales · Rowdy Gaines                                                                     | CanadàMike West · Victor Davis · Tom Ponting · Sandy Goss                                                                                         | AustràliaMark Kerry · Peter Evans · Glenn Buchanan · Mark Stockwell                                                  |
| 1988 Seül            | Estats UnitsDavid Berkoff · Richard Schroeder · Matt Biondi · Chris Jacobs                                                                  | CanadàMark Tewksbury · Victor Davis · Tom Ponting · Sandy Goss                                                                                    | Unió SovièticaÍgor Polianski · Dmitri Vólkov · Vadim Iarosxuk · Guennadi Prígoda                                     |
| 1992 Barcelona       | Estats UnitsJeff Rouse · Nelson Diebel · Pablo Morales · Jon Olsen · David Berkoff · Hans Dersch · Melvin Stewart · Matt Biondi             | Equip UnificatVladimir Selkov Vasili Ivanov Pavlo Khnykin Aleksandr Popov Vladímir Pixnenko Vladislav Kulikov Dmitri Vólkov                       | CanadàMark Tewksbury · Jonathan Cleveland · Marcel Gery · Stephen Clarke · Tom Ponting                               |
| 1996 Atlanta         | Estats UnitsJeff Rouse · Jeremy Linn · Mark Henderson · Gary Hall, Jr. · Josh Davis · Kurt Grote · John Hargis · Tripp Schwenk              | RússiaVladimir Selkov · Stanislav Lopukhov · Denís Pankràtov · Aleksandr Popov · Roman Ivanovsky · Vladislav Kulikov · Roman Iegórov              | AustràliaPhil Rogers · Michael Klim · Scott Miller · Steven Dewick · Toby Haenen                                     |
| 2000 Sydney          | Estats UnitsLenny Krayzelburg · Ed Moses · Ian Crocker · Gary Hall, Jr. · Neil Walker · Tommy Hannann · Jason Lezak                         | AustràliaMatt Welsh · Regan Harrison · Geoff Huegill · Michael Klim · Josh Watson · Ryan Mitchell · Adam Pine · Ian Thorpe                        | AlemanyaStev Theloke · Jens Kruppa · Thomas Rupprath · Torsten Spanneberg                                            |
| 2004 Ahenes          | Estats UnitsAaron Peirsol · Brendan Hansen · Ian Crocker · Jason Lezak · Lenny Krayzelburg · Mark Gangloff · Michael Phelps · Neil Walker   | AlemanyaSteffen Driesen · Jens Kruppa · Thomas Rupprath · Lars Conrad · Helge Meeuw                                                               | JapóTomomi Morita · Kosuke Kitajima · Takashi Yamamoto · Yoshihiro Okumura                                           |
| 2008 Pequín          | Estats UnitsAaron Peirsol · Brendan Hansen · Michael Phelps · Jason Lezak · Matt Grevers · Mark Gangloff · Ian Crocker · Garrett Weber-Gale | AustràliaHayden Stoeckel · Brenton Rickard · Andrew Lauterstein · Eamon Sullivan · Ashley Delaney · Christian Sprenger · Adam Pine · Matt Targett | JapóJunichi Miyashita · Kosuke Kitajima · Takuro Fujii · Hisayoshi Sato                                              |
| 2012 Londres         | Estats UnitsMatt Grevers · Brendan Hansen · Michael Phelps · Nathan Adrian · Nick Thoman · Eric Shanteau · Tyler McGill · Cullen Jones      | JapóRyosuke Irie · Kosuke Kitajima · Takeshi Matsuda · Takuro Fujii                                                                               | AustràliaHayden Stoeckel · Christian Sprenger · Matt Targett · James Magnussen · Brenton Rickard · Tommaso D'Orsogna |
| 2016 Rio             | Estats UnitsRyan Murphy · Cody Miller · Michael Phelps · Nathan Adrian · David Plummer · Kevin Cordes · Tom Shields · Caeleb Dressel        | Regne UnitChris Walker-Hebborn · Adam Peaty · James Guy · Duncan Scott                                                                            | AustràliaMitch Larkin · Jake Packard · David Morgan · Kyle Chalmers · Cameron McEvoy                                 |
| 2020 Tòquio          | Estats Units Ryan Murphy · Michael Andrew · Caeleb Dressel · Zach Apple · Hunter Armstrong · Blake Pieroni · Tom Shields · Andrew Wilson    | Regne Unit Luke Greenbank · Adam Peaty · James Guy · Duncan Scott · James Wilby                                                                   | Itàlia Thomas Ceccon · Nicolò Martinenghi · Federico Burdisso · Alessandro Miressi                                   |

a partir de 1992 també són guardonats amb medalla aquells nedadors que únicament han participat en les sèries qualificatòries.

#### 10 km aigües obertes
| Prova        | Or                      | Plata               | Bronze               |
| 2008 Pequín  | Maarten van der Weijden | David Davies        | Thomas Lurz          |
| 2012 Londres | Oussama Mellouli        | Thomas Lurz         | Richard Weinberger   |
| 2016 Rio     | Ferry Weertman          | Spyridon Gianniotis | Marc-Antoine Olivier |
| 2020 Tòquio  | Florian Wellbrock       | Kristof Rasovszky   | Gregorio Paltrinieri |

### Programa eliminat

#### 50 iardes lliures
| Prova          | Or            | Plata       | Bronze          |
| 1904 St. Louis | Zoltán Halmay | Scott Leary | Charles Daniels |

#### 100 m. lliures per a mariners
| Prova       | Or                | Plata             | Bronze           |
| 1896 Atenes | Ioannis Malokinis | Spiridon Chasapis | Dimitrios Drivas |

#### 100 iardes lliures
| Prova          | Or            | Plata           | Bronze      |
| 1904 St. Louis | Zoltán Halmay | Charles Daniels | Scott Leary |

#### 220 iardes lliures
| Prova          | Or              | Plata          | Bronze      |
| 1904 St. Louis | Charles Daniels | Francis Gailey | Emil Rausch |

#### 440 iardes lliures
| Prova          | Or              | Plata          | Bronze     |
| 1904 St. Louis | Charles Daniels | Francis Gailey | Otto Wahle |

#### 500 m. lliures
| Prova       | Or           | Plata            | Bronze               |
| 1896 Atenes | Paul Neumann | Antonios Pepanos | Efstathios Chorophas |

#### 880 iardes lliures
| Prova          | Or          | Plata          | Bronze    |
| 1904 St. Louis | Emil Rausch | Francis Gailey | Géza Kiss |

#### 1000 m. lliures
| Prova      | Or                 | Plata      | Bronze        |
| 1900 París | John Arthur Jarvis | Otto Wahle | Zoltán Halmay |

#### 1200 m. lliures
| Prova       | Or           | Plata           | Bronze               |
| 1896 Atenes | Alfréd Hajós | Joannis Andreou | Efstathios Chorophas |

#### 1 milla lliure
| Prova          | Or          | Plata     | Bronze         |
| 1904 St. Louis | Emil Rausch | Géza Kiss | Francis Gailey |

#### 4000 m. lliures
| Prova      | Or                 | Plata         | Bronze       |
| 1900 París | John Arthur Jarvis | Zoltán Halmay | Louis Martin |

#### 100 iardes esquena
| Prova          | Or           | Plata          | Bronze          |
| 1904 St. Louis | Walter Brack | Georg Hoffmann | Georg Zacharias |

#### 400 m. braça
| Prova         | Or            | Plata        | Bronze         |
| 1912 Estocolm | Walter Bathe  | Thor Henning | Percy Courtman |
| 1920 Anvers   | Håkan Malmrot | Thor Henning | Arvo Aaltonen  |

#### 440 iardes esquena
| Prova          | Or              | Plata        | Bronze              |
| 1904 St. Louis | Georg Zacharias | Walter Brack | Henry Jamison Handy |

#### 200 m. lliures per equips
| Prova      | Or                                                                                         | Plata                                                                                    | Bronze                                                                              |
| 1900 París | AlemanyaErnst Hoppenberg · Max Hainle · Julius Frey · Max Schöne · Herbert von Petersdorff | FrançaMaurice Hochepied · Victor Hochepied · J. Bertrand · Jules Verbecke · Victor Cadet | FrançaRené Tartara · Louis Martin · Désiré Merchez · Georges Leuillieux · P. Houben |

#### 4x50 iardes lliures
| Prova          | Or                                                                       | Plata                                                                    | Bronze                                                                          |
| 1904 St. Louis | Estats UnitsJoseph Ruddy · Leo Goodwin · Louis Handley · Charles Daniels | Estats UnitsDavid Hammond · William Tuttle · Hugo Goetz · Raymond Thorne | Estats UnitsAmedee Reyburn · Gwynne Evans · Marquard Schwarz · William Orthwein |

#### 200 metres obstacles
| Prova      | Or             | Plata      | Bronze     |
| 1900 París | Frederick Lane | Otto Wahle | Peter Kemp |

#### Natació subaquàtica
| Prova      | Or                    | Plata     | Bronze          |
| 1900 París | Charles de Vendeville | André Six | Peder Lykkeberg |